# Mutinerie de Yên Bái
La mutinerie de Yên Bái, ou « Yen Bay » est un soulèvement de soldats vietnamiens dans l'armée coloniale française le 10 février 1930 en collaboration avec le Việt Nam Quốc Dân Đảng (VNQDĐ, le Parti nationaliste vietnamien), dont le but était d'amener l'ensemble de la population à renverser le régime colonial français et de rétablir l'indépendance. La mutinerie doit son nom au lieu où elle s'est déroulée, Yên Bái, capitale de la province du même nom.
La révolte de Yên Bái constitue le trouble le plus sérieux dirigé contre la colonisation française du Viêt Nam depuis le mouvement monarchiste Cần Vương de la fin du XIXe siècle. Auparavant, le parti nationaliste VNQDĐ avait essayé de s'engager dans des activités clandestines pour miner l'autorité française, mais une surveillance accrue de ses activités de la part des Français amena leur groupe de dirigeants à prendre le risque d'organiser une attaque militaire de grande envergure dans le delta du fleuve Rouge au Nord Viêt Nam.
Peu après minuit, le 10 février 1930, des soldats vietnamiens intégrés à la garnison de Yên Bái, dont certains étaient membres du VNQDĐ, se retournèrent contre leurs supérieurs français avec l'aide de membres civils du VNQDĐ qui avaient envahi le camp de l'extérieur. La mutinerie échoua dans les vingt-quatre heures, quand la majorité des soldats vietnamiens de la garnison refusèrent de participer au complot et restèrent loyaux envers l'armée coloniale. D'autres attaques sporadiques se produisirent à travers la région du delta, sans grandes conséquences. Les représailles à l'attaque, de la part de la France, furent promptes et décisives. Les principaux dirigeants du VNQDĐ furent arrêtés, jugés et mis à mort, ce qui mit un terme à la menace militaire de ce qui constituait auparavant la plus importante organisation révolutionnaire nationaliste vietnamienne.
La sanction judiciaire civile fut suivie par des réformes radicales concernant l'emploi de soldats vietnamiens dans l'armée coloniale française. La confiance des Français en la loyauté des soldats vietnamiens, colonisés mais à la fois chargés de faire respecter l'ordre colonial, ne fut jamais élevée, et la mutinerie eut comme conséquence le renforcement des garanties les concernant, dans le but d'empêcher de futurs incidents. Environ 80 % des soldats vietnamiens au Tonkin furent mutés dans d'autres districts de façon à enrayer les complots secrets qui auraient pu se fomenter, et certains soldats qui étaient revenus du service à l'étranger furent démobilisés, de crainte que leur expérience acquise outre-mer les aient rendus moins susceptibles d'accepter la domination coloniale. Les réformes internes ont vu s'assouplir les règles concernant l'expulsion de l'armée de soldats vietnamiens, et une enquête à l'intérieur du renseignement militaire déboucha sur une coopération plus étroite entre celui-ci et les renseignements civils coloniaux français, tandis que l'ordre était donné aux officiers français d'améliorer leur connaissance de la langue vietnamienne. Les autorités françaises décrétèrent que la proportion de soldats vietnamiens était trop élevée et réduisirent la proportion de Vietnamiens en les remplaçant par des Européens, des Cambodgiens, des Laotiens et des membres de la minorité ethnique des « Montagnards ».

## Contexte et planification
Le Viêt Nam était progressivement devenu une colonie française entre 1859 et 1885. La première phase débute en 1859, quand les forces françaises et espagnoles commencent à envahir le Sud du Viêt Nam, conduisant à la cession de trois provinces du Sud pour former la colonie de Cochinchine, dans le cadre du traité de Saigon de 1862. En 1867, les Français s'emparent de trois autres provinces et, en 1885, l'essentiel du processus est terminé, même si des résistances locales nombreuses persistent jusqu'en 1906 : le Viêt Nam du Nord et du Centre ont été conquis, et les protectorats français du Tonkin et de l'Annam réalisés et incorporés dans l'Indochine française.

### Causes
Les réformes juridiques de codification hâtives des années 1920 et l'impossibilité de trouver des fonctionnaires indigènes suffisamment instruits en droit pour se substituer à l'autorité et au prestige des mandarins administratifs ébranlent les fondements de la société indochinoise.
Les élites indochinoises formées en France ou en Indochine ne sont pas ou peu intégrées à la gouvernance et à l'administration du pays. Les diplômes obtenus en France ne permettent pas aux Indochinois non naturalisés d'entrer dans l'administration. La richesse de la langue annamite est niée par les gouvernants.
Au début de 1930, l'Indochine subit en outre le contrecoup de la crise de 1929 : augmentation importante du prix du riz et chute du prix du caoutchouc. La France avait cherché, depuis 1926 et les différentes « commissions de la hache », à faire supporter la charge des fonctionnaires français en Indochine par des impôts prélevés localement.
L'ouvrage Décolonisation du Vietnam un avocat témoigne de Trinh Dinh-Lhao (1901-1986), avocat et docteur en droit de la faculté d'Aix en Provence en 1928 rapporte que le Congrès de 300 étudiants vietnamiens réunis à Aix-en-Provence en 1927 a discuté des quatre questions suivantes ;
- L'iniquité des traités de protectorat de 1862 et 1874 ;

La France avait donc annexé le Viet Nam, elle avait divisé le pays en deux protectorats de l'Annam et du Tonkin et s'était attribué la Cochinchine comme colonie française. Le congrès demandait l'annulation des traités et la réunification du pays.
- Mouvement de résistance des nationalistes ;

Le VQPQ — Vietnam Quang Phuc Quoc — du prince Cuong De, le VNQDD (Việt Nam Quốc Dân Đảng) de Nguyen Thai Hoc et la Ligue révolutionnaire (en) de Nguyen Ai Quoc créé à Canton en 1925). Les mouvements de lutte des nationalistes vietnamiens ne devaient pas être considérés comme des activités terroristes mais devaient être reconnus comme des partis politiques authentiques.Le congrès demande la libération immédiate des nationalistes détenus et la reconnaissance du droit des Vietnamiens à participer aux activités politiques.
- Le régime de l'indigénat ;

Le régime de l'indigénat, notamment l'impôt par capitation sur les indigènes actifs — 2 mois de salaire pour un ouvrier) constituait une discrimination. Le congrès demande que le régime de l'indigénat soit aboli au nom du respect des droits de l'homme.
- Le régime économique colonial ;

Le régime économique colonial profite essentiellement aux grandes entreprises industrielles et commerciales de la métropole. Le congrès souhaitait que les relations économiques entre la France et le Vietnam se fassent dans des conditions profitables pour la population vietnamienne.
Ce sont une partie de ces congressistes qui manifesteront à Paris à la Cité universitaire, à l'Assemblée et devant l'Élysée.

### Manifestations anticoloniales en Indochine avant 1930

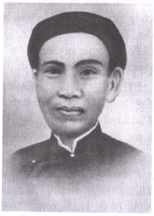
Le VNQDĐ est le premier à faire une opposition militaire soutenue au régime français depuis Phan Đình Phùng.

La résistance militaire vis-à-vis de l'autorité française vient d'abord du mouvement Cần Vương, dirigé par Tôn Thất Thuyết et Phan Đình Phùng, dont le but est alors d'installer le jeune empereur Hàm Nghi à la tête d'une nation indépendante. Cependant, la mort de Phùng, en 1895, entraîne la fin de l'opposition militaire. Les seuls autres incidents ultérieurs notables se situent en 1917 avec la révolte de Thái Nguyên (en).

### Situation politique en France et en Indochine en 1930
En 1930, Gaston Doumergue, ministre des Colonies de 1902 à 1905 et de 1914 à 1917, est président de la République française. Jusqu'au 2 mars 1930, le ministre des Colonies est Lucien Lamoureux, auquel succède François Piétri, lequel occupera la fonction jusqu'au 13 décembre de la même année. Bảo Đại est officiellement empereur du Viêt Nam, mais il a alors seize ans et étudie à Paris. En Indochine, c'est Tôn Thất Hân, favorisé par l'administration française, qui exerce la régence. Depuis août 1928 et jusqu'au début de l'année 1934, la fonction de Gouverneur général est exercée par Pierre Pasquier.

### Situation du VNQDĐ
L'absence d'activité militante change à la fin des années 1920 avec la constitution du VNQDĐ ou Parti nationaliste vietnamien. Le parti commence à attirer l'attention des autorités coloniales françaises et est tenu pour responsable de l'assassinat le 9 février 1929 d'André Bazin, un recruteur français méprisé par la population, assassinat qui entraîne une lourde vague de répression. Les purges françaises causent un préjudice considérable au mouvement indépendantiste en général, et au VNQDĐ en particulier. Près de mille membres du VNQDĐ sont arrêtés et de nombreuses installations du parti détruites. Le VNQDĐ décide alors de renoncer à sa philosophie de clandestinité et s'engage dans des attaques ouvertes contre les Français, dans l'espoir de fomenter un soulèvement général parmi la population. Étant donné que le VNQDĐ n'a de poids que dans les régions du Nord du Viêt Nam, les attaques auront pour cadre le delta du fleuve Rouge, et la garnison de Yên Bái est ciblée comme un point stratégique. Dans cette garnison, les autorités françaises recrutaient des soldats tonkinois ainsi que des membres du VNQDĐ ; ceux-ci se mettent à former leurs collègues à la rhétorique révolutionnaire.

### Planification de la mutinerie

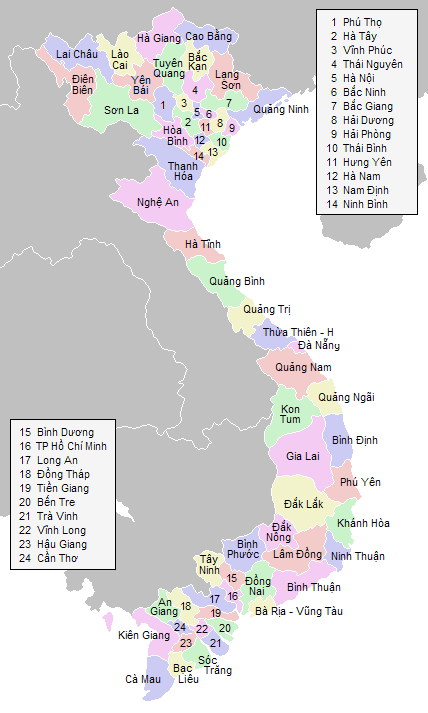
Carte des provinces du Viêt Nam.

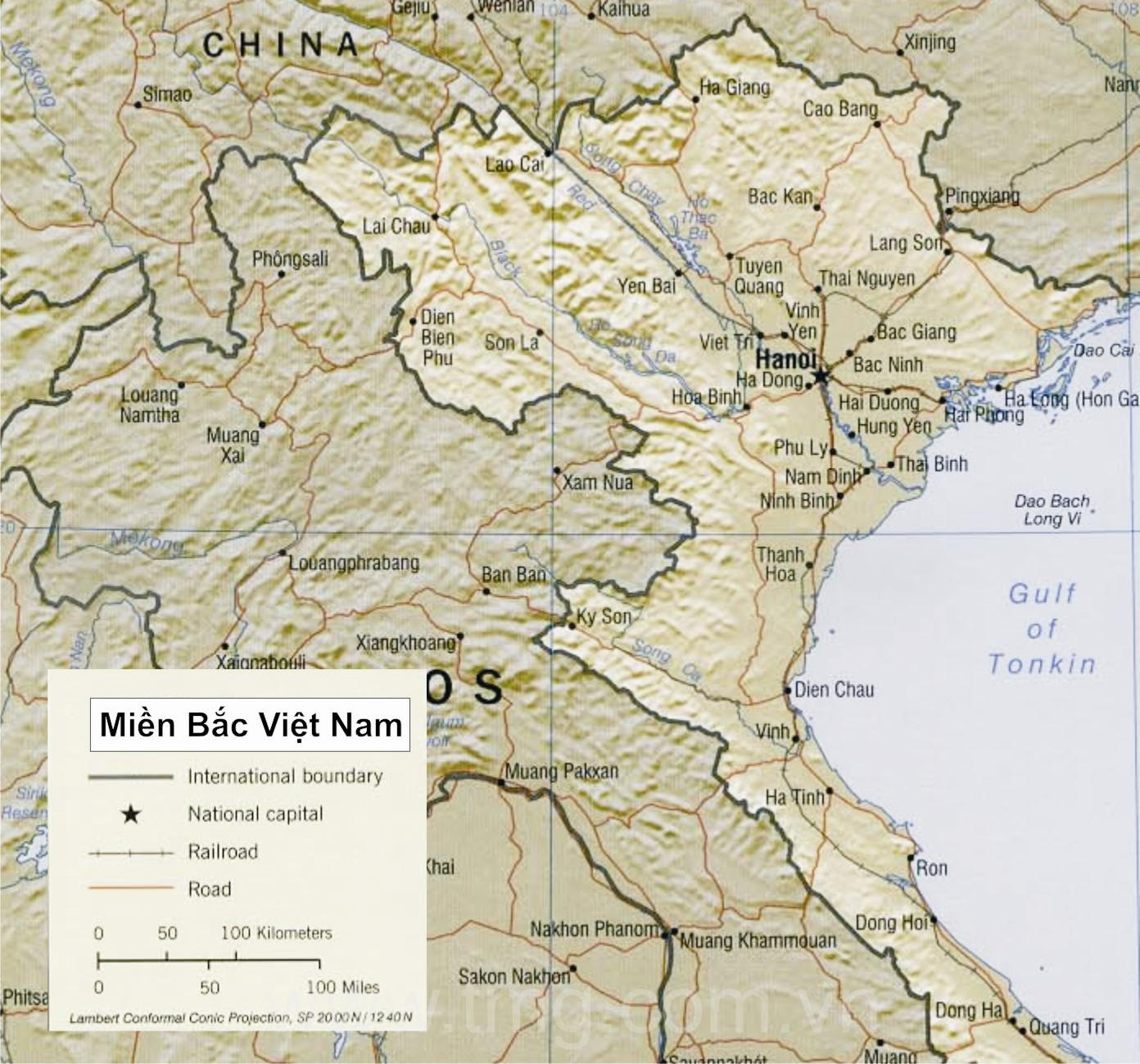
Carte du Nord Viêt Nam (2008).

Le 28 janvier 1930, une dernière réunion de planification se tient dans le village de Võng La, dans la province de Phú Thọ. Le dirigeant Nguyễn Thái Học déclare alors que la situation est à la limite du désespoir, et il affirme que si le parti ne prend pas rapidement l'initiative, ils seront dispersés par la police française. Học décide de lancer la révolte, et ceux qui étaient réticents à la mener à bien sont contraints de respecter la décision. Le soulèvement est fixé pour la nuit du 9 février 1930 et à l'aube du lendemain. Học doit commander les forces au bas du delta du fleuve Rouge, près de la ville de Hải Phòng. Nguyễn Khắc Nhu se voit attribuer le haut delta autour de Yên Bái, et Phó Đức Chính doit conduire une attaque contre le poste militaire de Sơn Tây. Nguyễn Thế Nghiệp, qui s'est séparé du groupe principal de la VNQDĐ, dirige un groupe à travers la frontière chinoise dans la province du Yunnan. Il dit bénéficier du soutien des soldats de la région stationnés dans la garnison de Lào Cai et lancera des attaques sur les postes frontières français, de façon que les membres exilés du VNQDĐ puissent regagner le Viêt Nam et se joindre à l'insurrection.
Les révoltes étaient censées avoir lieu simultanément, mais Học adresse un ordre spécial de dernière minute à Nhu pour reporter l'attaque au 15 février 1930. Le messager est arrêté par les Français, de sorte que Nhu ignore ce changement de calendrier. Yên Bái est un poste militaire comprenant plus de six cents hommes de troupe répartis en quatre bataillons d'infanterie. Ceux-ci sont commandés par vingt officiers et sous-officiers français. Les membres du VNQDĐ ont, depuis plusieurs mois, insufflé le sentiment révolutionnaire dans la région. Des tensions considérables se sont créées dans la ville, aboutissant à la mutinerie prévue. Le village voisin de Sơn Dương, à Phú Thọ, représente une base arrière, car beaucoup de bombes utilisées par les membres du VNQDĐ y ont été fabriquées. Plus de 100 bombes ont été produites dans la maison de Nguyen Bac Dang, qui dirigeait également le recrutement des villageois dans sa région. C'est là que Nhu établit un poste de commandement pour coordonner ce qui constitue l'attaque principale : les agressions contre Yên Bái et Phú Thọ.
Certains membres du VNQDĐ, des villageois de Sơn Dương et d'autres colonies du district de Lâm Thao, aussi bien des hommes que des femmes, ont commencé à arriver à Yên Bái avec des armes dans leurs bagages. Ils se rendent en train à la ville de garnison sous prétexte d'aller en pèlerinage dans un célèbre temple. Ils transportent avec eux des bombes, des cimeterres, et des drapeaux, cachés sous du matériel religieux, comme de l'encens, des fruits et des fleurs destinés à être offerts à l'autel. Ils se séparent en trois groupes, qui débarquent dans trois gares différentes, de manière à ne pas éveiller les soupçons de la police. Ils sont ensuite conduits dans des cachettes par ceux, parmi les soldats vietnamiens de l'armée coloniale, qui sont de mèche avec eux.
Le 9 février, le soir précédant l'attaque, de retour à Sơn Dương, un important contingent de rebelles font leurs derniers préparatifs avant de partir au combat. Ils se rassemblent dans trois lieux, la maison de Bang, celle du sage confucéen local, et dans les champs. Ils se réunissent ensuite une dernière fois, avant que Nhu ne divise les forces combinées en deux groupes. Nhu conduit l'un dans une caserne de Hưng Hoá, tandis que l'autre attaque l'hôtel de ville dans la capitale du district de Lâm Thao. Certains parmi les rebelles portent des uniformes kaki et ils gagnent leur objectif après minuit. Nhu est armé d'un pistolet, tandis que les autres ont chacun reçu un cimeterre et deux bombes. Les groupes traversent les rivières sur des embarcations et arrivent en vue de leurs points d'attaque, où ils doivent synchroniser leurs assauts par l'envoi d'un signal lumineux.
Le commandant français de Yên Bái est averti d'une circonstance suspecte et, malgré le fait qu'il ne prête à celle-ci aucun crédit, il prend cependant quelques menues précautions. À la nuit tombante, les conspirateurs du VNQDĐ de Yên Bái tiennent une ultime réunion sur une colline proche. Ils sont coiffés de bandeaux de soie rouge et or. Le rouge symbolise la révolution, et l'or représente le peuple vietnamien. Ils enfilent des brassards rouges sur lesquels est écrit « Forces révolutionnaire vietnamiennes ». Une quarantaine de personnes participent à l'opération ; quelques-uns veulent faire marche arrière, mais les autres menacent de les fusiller.

## Attaques

### Yên Bái
Le lundi 10 février 1930, vers 1 heure 30 du matin, environ cinquante hommes de troupe faisant partie du deuxième bataillon du quatrième régiment de tirailleurs tonkinois (RTT) de la division du Tonkin, stationné à Yên Bái, renforcés par une soixantaine de membres civils du VNQDĐ, attaquent leurs vingt-neuf officiers et sous-officiers français. Le plan, pour les rebelles, consiste à se scinder en trois groupes. Un groupe doit infiltrer la caserne d'infanterie, tuer les sous-officiers français dans leurs lits et trouver des appuis parmi les hommes de troupe vietnamiens. Un deuxième, dont doivent faire partie les membres de l'extérieur venus du VNQDĐ, se taillera un chemin jusqu'aux quartiers généraux du poste, tandis que le troisième groupe pénètrera dans le quartier des officiers. L'objectif à plus long terme est de prendre le contrôle de la caserne, sécuriser la ville, installer dans les collines des canons antiaériens et faire de la gare ferroviaire une place forte. Ils doivent, autour de celle-ci, creuser des tranchées, afin de la défendre contre des renforts coloniaux.

Le drapeau du VNQDĐ a été brièvement hissé au sommet de la garnison de Yên Bái.

Les Français sont pris par surprise : six d'entre eux sont tués (2 officiers cap. Jourdan, ss Lt. Robert- 4 sous-officiers les adjt. Cuneo et Trotroux et les sergt. Chevalier et Damour) et trois grièvement blessés. Les mutins réussissent à rallier à leur cause quelques tirailleurs de plus, appartenant aux 5e et 6e compagnies du bataillon, et ils arrivent même à hisser le drapeau du VNQDĐ au sommet de l'un des bâtiments,. Ils parviennent à prendre le dépôt d'armes et proclament la victoire. Les chefs de l'insurrection envoient une patrouille dans le centre-ville pour exhorter la population à se joindre à l'insurrection, en lui assurant qu'ils ont déjà éliminé la totalité du corps des officiers français, ce qui n'est pas le cas.
Environ deux heures plus tard, il devient évident que le soulèvement a échoué par manque de coordination, car les cinq cent cinquante autres soldats indigènes refusent de participer à la mutinerie et, au lieu de cela, aident à étouffer la rébellion. Certains sont entrés dans la ville pour défendre les civils et les bureaux français contre l'attaque. Trois sergents vietnamiens seront d'ailleurs par la suite décorés de la médaille militaire pour leur rôle dans la répression de la mutinerie, tandis que six autres tirailleurs recevront la croix de guerre. L'attaque, d'abord, a suscité la confusion au sein de l'administration française. Les médias français au Viêt Nam et en Europe ont largement rapporté que le soulèvement avait été organisé par le Parti communiste indochinois,.
Les dirigeants du VNQDĐ échouent dans leur tentative pour prendre le contrôle de la caserne, en conséquence de quoi ils ne parviennent pas à s'emparer de la gare et à renforcer cette position. Ils omettent également de couper les lignes télégraphiques, ce qui permet aux forces coloniales d'envoyer un message demandant un appui aérien.
L'une des raisons invoquées pour expliquer que la majeure partie de la garnison ne s'est pas ralliée aux rebelles, c'est le fait qu'un chef local du VNQDĐ au sein de la garnison, Quang Can, était tombé malade quelque temps auparavant et qu'il avait été envoyé dans un hôpital de Hanoï. Quand celui-ci apprit que le soulèvement avait échoué, il se suicida. En outre, les insurgés n'ont pas réussi à se débarrasser du poste de la « garde indigène » (la gendarmerie locale) de la ville de Yên Bái, pas plus qu'ils n'ont été en mesure de convaincre la population civile de se joindre à eux dans une révolte générale. À 7 heures 30, une contre-attaque des tirailleurs de la 8e compagnie du bataillon, menée par leur commandant français, avec le soutien d'un seul avion, disperse les mutins ; deux heures plus tard, l'ordre à Yên Bái est rétabli,.

### Hưng Hoá
Le même soir, les deux tentatives insurrectionnelles du VNQDĐ dans le district de Sơn Dương échouent également. Lorsque Nhu voit briller la lumière de Lâm Thao, il ordonne à ses hommes, au nombre de quarante environ, de pénétrer dans Hưng Hoá et de se diriger vers la caserne pour attaquer le poste de la « garde indigène »,. Les hommes de Nhu traversent les rues en évitant de passer par les bureaux administratifs français et arrivent au complexe militaire, où ils crient aux sentinelles vietnamiennes d'ouvrir les portes et de se joindre à la révolte. L'un des militants du VNQDĐ porte une bannière, sur laquelle il est écrit : « Forces armées révolutionnaires : chaque sacrifice pour la libération de la patrie et du peuple vietnamien ». Ils ont misé sur le fait que leurs compatriotes se joindraient à eux mais, au lieu ce cela, ils sont accueillis par des tirs. Le VNQDĐ réagit en jetant des bombes sur les murs et en mettant le feu à une porte latérale. Ils font ensuite irruption à l'intérieur de la caserne et concentrent leur attaque sur la résidence de l'officier commandant, mais celui-ci parvient à s'échapper. Trois des hommes s'introduisent dans les quartiers de l'officier et entreprennent des recherches. Les forces coloniales sont considérablement plus fortes et n'ont pas de peine à repousser le groupe du VNQDĐ, lequel bat en retraite en direction du fleuve. Cependant, leurs trois camarades, entrés dans l'enceinte à la recherche de l'officier commandant, n'entendent pas le signal du repli. Ils parviennent néanmoins à s'échapper après que les troupes coloniales ont dispersé leurs collègues du VNQDĐ. Les Français capturent trois autres hommes et dix-sept bombes inutilisées.
Il est apparu que les gardes vietnamiens de l'armée indochinoise française avaient apparemment été avertis de l'insurrection. Les membres du VNQDĐ avaient effectué un travail de propagande pour tâcher d'éveiller chez les soldats de Hưng Hoá la culture du passé, et ils étaient persuadés de pouvoir les gagner à leur cause. Et les responsables français, qui sans doute se méfiaient de la loyauté des troupes, avaient fait venir cinquante hommes de troupe d'une autre région à la veille de l'insurrection.

### Lâm Thao
Nhu décide alors que ses hommes iraient à Lâm Thao pour venir en renfort à leurs collègues. En chemin, ils font halte dans la ville voisine de Kinh Khê, où l'instructeur, Nguyen Quang Kinh, et l'une de ses deux femmes sont tués par des membres du VNQDĐ, apparemment dans une action de représailles. Kinh avait auparavant été affilié au VNQDĐ, dont les membres l'avaient enlevé. Sa femme avait tenté de le suivre, de sorte que le VNQDĐ l'avait capturée elle aussi. Des rapports des renseignements français ont spéculé que Kinh avait été tué parce qu'il refusait de se joindre à ses anciens collègues. Nhu conduit alors ses hommes à travers Lâm Thao. Ils devaient, selon le plan, consolider le contrôle de l'autre unité sur la ville jusqu'à l'après-midi. Ils espéraient que l'attaque de Yên Bái aurait été menée à bien, et que les mutins et les gens de Yên Bái viendraient à Lâm Thao pour organiser les forces avant d'attaquer la caserne de Phú Thọ. Cependant, ils ne sont pas arrivés assez vite.
Plus tôt dans la nuit, le groupe du NVQDD de Lâm Thao est parvenu à détruire le poste de la « garde indigène » à Lâm Thao, et le VNQDĐ prend brièvement le contrôle du siège du district. Ils ont désarmé les troupes coloniales dans la ville, et le chef du district s'est enfui, de sorte que les nationalistes sont uniquement en mesure de brûler ses quartiers. Un jeune membre du VNQDĐ a rallié les citadins en leur soumettant les plans du VNQDĐ, et les habitants des villes et des villages voisins, en réponse, entrent dans la ville en hurlant des slogans nationalistes, et offrent soit de se porter volontaire pour se joindre au soulèvement, soit de faire don de denrées alimentaires. Le drapeau du VNQDĐ est hissé sur la ville et lecture est faite d'une proclamation de victoire. À l'aurore, une unité de « garde indigène » fraîchement arrivée inflige une lourde perte au groupe des insurgés, blessant mortellement Nhu, l'un des principaux dirigeants du VNQDĐ. Nhu tente alors de se suicider, et il y parvient à la troisième reprise. Parmi les rebelles, bon nombre sont capturés, et les autres battent rapidement en retraite. Les Français s'engagent dans des raids punitifs dans Sơn Dương et mettent le feu à soixante-neuf habitations. Ils obligeront les villageois à payer des taxes supplémentaires et à effectuer des travaux de corvée pour reconstruire les biens français détruits à Lâm Thao.
Conscient de ce qui s'est passé dans la région du delta supérieur, Chính abandonne les plans pour une attaque contre la garnison de Sơn Tây et prend la fuite, mais il est capturé quelques jours plus tard par les autorités françaises. Durant douze jours, les Français imposent un couvre-feu à Hanoï, la capitale du Nord Viêt Nam. Des troupes françaises sont envoyées à Sơn Tây et Phú Thọ, où des attaques du VNQDĐ avaient été prévues, et des renforts sont également envoyés à Tuyên Quang, Nam Định et Hải Dương. Des garnisons qui étaient entièrement composées de Vietnamiens sont renforcées par l'arrivée de soldats français.

### Derniers incidents et bombardement de Cổ Am par l'autorité coloniale
Quelques autres incidents violents ont lieu jusqu'au 22 février 1930, date à laquelle Pierre Pasquier, le Gouverneur général de l'Indochine Française, déclare l'insurrection vaincue.
Le 10 février, un policier est blessé par un membre du VNQDĐ dans un poste de contrôle à Hanoï. La nuit, des étudiants en arts bombardent des bâtiments du gouvernement. Les bâtiments sont pris pour cible parce qu'ils symbolisent ce que les étudiants considèrent comme le pouvoir répressif de l'État colonial.
Dans la nuit du 15 et à l'aube du 16 février, les villages voisins de Phụ Dực, dans la province de Thái Bình, et de Vĩnh Bảo, dans la province de Hải Dương, sont occupés pendant quelques heures par le chef du VNQDĐ, Nguyễn Thái Học, et les forces qui lui restent. Dans le premier cas, les combattants du VNQDĐ se déguisent en troupes coloniales et réussissent à tromper leurs adversaires, avant de saisir le poste militaire de la ville. Dans la manœuvre, ils blessent trois gardes et désarment le poste. Dans le second village, le mandarin local de l'administration coloniale française, Tri Huyen, est assassiné. Après avoir été chassés, les membres du VNQDĐ s'enfuient vers le village de Cổ Am.
Le 16 février 1930, des avions de guerre français répondent en bombardant le camp,. C'est la première fois que la force aérienne est utilisée en Indochine. Cinq avions biplans Potez 25 lâchent cinquante-sept bombes de dix kilos sur le village et lancent au hasard des tirs de mitrailleuse, tuant deux cents personnes, des civils pour la plupart. Le même jour, René Robin, le Résident supérieur au Tonkin, ordonne une opération de nettoyage impliquant deux cents « gardes indigènes », huit commandants français et deux inspecteurs de la Sûreté générale indochinoise.
L'insurrection est déclarée terminée officiellement le 22 février 1930, après l'arrestation de Học et ses lieutenants, Phó Đức Chính et Nguyen Thant Loi, où moment où ils tentaient de fuir en Chine,. Robin demandera à ses fonctionnaires de donner une « large publicité » au bombardement punitif sur le village de façon à intimider et à dissuader d'autres camps de soutenir le VNQDĐ,.

## Réaction française

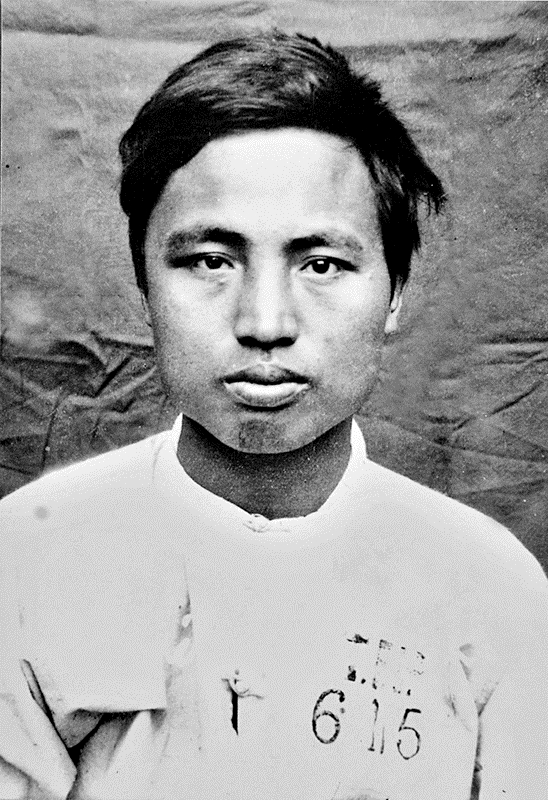
Nguyễn Thái Học.

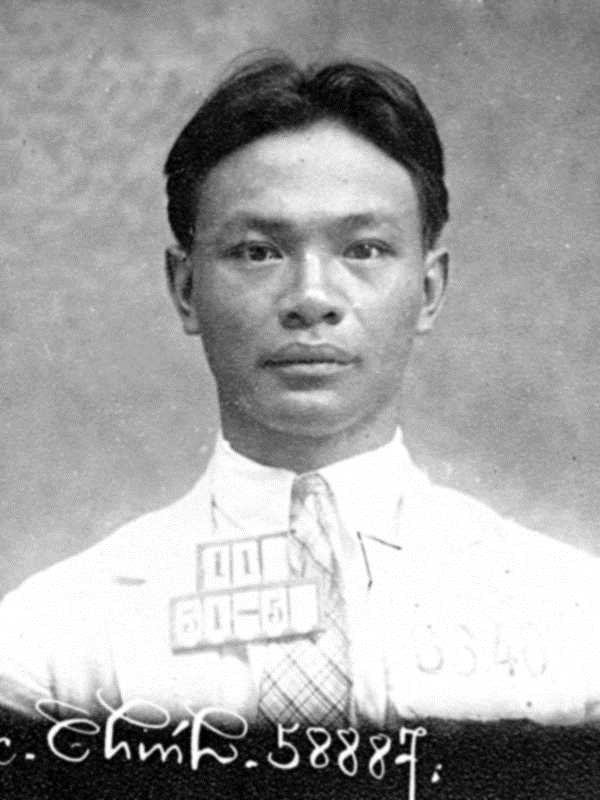
Phó Đức Chính.

Ni la mutinerie, ni le soulèvement populaire ne constituaient tout à fait une surprise pour les autorités françaises. La première vague de répression à grande échelle menée en 1929 par le gouvernement colonial contre le VNQDĐ avait considérablement endommagé le parti, lequel avait calqué son action sur le Kuomintang chinois de Tchang Kaï-chek. La répression eut également pour effet d'accroître les tendances à la violence au sein de ce qui restait du VNQDĐ. Ses derniers dirigeants étaient alors désireux d'intensifier les préparatifs d'un renversement violent de l'autorité coloniale en vue de créer une république vietnamienne indépendante. La plupart des rangs de la direction du parti, mais toutefois pas ses membres et ses affiliés situés plus bas sur l'échelle, semblent avoir conclu qu'ils étaient trop faibles et surveillés de trop près par la Sûreté pour avoir une chance sérieuse de l'emporter. Ils pouvaient, dans le meilleur des cas, espérer déclencher un soulèvement spontané ; au pire, les représailles françaises qui s'ensuivraient feraient d'eux des martyrs de l'anticolonialisme. Pour finir, il y eut désaccord, ou bien un problème de communication, concernant la coordination de l'insurrection : malgré l'ordre de Học de différer la mutinerie, Nhu continua d'avancer.

### Condamnations prononcées par la Commission criminelle du Tonkin
L'une des premières réponses données à la suite de la mutinerie de Yên Bái fut la « purification des unités et l'envoi de ceux qui étaient contaminés en détention ou dans des unités disciplinaires isolées ». Il s'agissait d'une purge interne à l'armée, organisée par les autorités militaires, et de la poursuite, par les autorités civiles compétentes, des participants, civils et militaires, à la mutinerie et au soulèvement du VNQDĐ en général. L'action judiciaire eut lieu via la Commission criminelle du Tonkin, créée le 15 septembre 1896 à l'initiative de Pierre Pasquier, alors chef de cabinet du gouverneur général. Au cours de l'année 1930, celle-ci, présidée par Jules Bride, se réunit à cinq reprises : à Yên Bái, Phú Thọ, Hanoï, Hải Dương et Kiến An. 1 085 inculpés lui sont déférés ; elle en relaxera 370 pour charges insuffisantes, en acquittera 38 et en condamnera 676 à des peines allant de la peine de mort à l'emprisonnement.
La majorité des peines de mort furent prononcées par la première Commission criminelle, réunie à Yên Bái pour juger les personnes impliquées dans la mutinerie et dans les insurrections à proximité. À Yên Bái, parmi les 87 personnes reconnues coupables, 46 étaient des militaires. Certains d'entre eux se sont défendus en avançant qu'ils avaient été « surpris et forcés à prendre part à l'insurrection ». Sur les 87 condamnés, 39 furent condamnés à mort, cinq à la déportation, 33 à des peines de travaux forcés à perpétuité, 9 à vingt ans d'emprisonnement, et un à cinq ans de travaux forcés. Parmi les condamnés à mort, 24 étaient des civils et 15 des militaires.
En tout, la Commission criminelle poursuivra 547 personnes, tant soldats que civils, et prononcera 80 condamnations à mort (qui toutes ne seront pas exécutées), 102 condamnations aux travaux forcés à perpétuité, 243 déportations, 37 peines de vingt ans de travaux forcés, 6 peines de travaux forcés plus courtes, 2 détentions à vie, et une peine de vingt ans de détention. Il y aura 18 acquittements, et 58 parmi les accusés ne pourront être poursuivis faute de preuves. En plus de la Commission criminelle, des tribunaux provinciaux furent également impliqués dans les procédures judiciaires.

### Réactions dans la presse française et manifestations en France
La nouvelle de la mutinerie parvient en métropole dès le 11 février 1930 par une courte dépêche d'Hanoï. Elle sera relayée le lendemain ou un peu plus tard, notamment par les journaux Le Petit Parisien, Le Matin et d'autres, tel L'Action française.
En mars, lors de l'inauguration de la Maison de l'Indochine dans la Cité universitaire de Paris, un appel au boycott est lancé par « l'Association des étudiants annamites de Paris », qui groupait à elle seule trois cent cinquante membres. La Maison est inaugurée en présence du président de la République française, Gaston Doumergue, et de l'empereur d'Annam, Bảo Đại. On entend alors des manifestants crier « Libérez les prisonniers de Yên Bái », et plusieurs personnes sont interpelées,.
À partir du 10 mai, Louis Roubaud, envoyé spécial du Petit Parisien en Indochine, commence à publier dans ce journal, à la suite de la mutinerie, une longue série d'articles sous le titre général « Le Petit Parisien en Indochine ». À l'époque, dans la capitale, se prépare déjà l'Exposition coloniale, qui ouvrira ses portes en 1931, et qui vise à donner une image séduisante de l'empire colonial.
La sévérité des peines prononcées donne lieu à une campagne du Parti communiste français et à diverses manifestations d'expatriés vietnamiens. Plus de mille cinq cents étudiants vietnamiens résident alors en France, et à Paris en particulier ; le 22 mai, ils seront plus d'un millier à manifester devant le palais de l'Élysée contre la réaction française à la mutinerie. La police arrête alors quarante-sept personnes et en renvoie dix-sept au Viêt Nam, où la plupart d'entre elles s'engageront dans des activités anticoloniales,.

### Amnistie
En raison du nombre élevé de condamnations à mort prononcées, le ministre des Colonies intervint auprès du Gouverneur général Pasquier pour qu'aucune exécution ne puisse avoir lieu à moins que le cas n'ait été examiné par une commission d'amnistie. Ainsi, la grâce présidentielle réduisit-elle le nombre de peines de mort prononcées à Yên Bái de 39 à 13. La grâce ne fut refusée qu'à ceux qui avaient tué un officier ou un sous-officier français, ou un soldat indigène. Proportionnellement, ce sont les civils qui bénéficièrent le plus de cette intervention, étant donné que la plupart des meurtres de Yên Bái étaient imputables à des hommes de troupe.

### Exécution des «13 de Yên Bái»
Treize hommes seront guillotinés le 17 juin 1930. Chính et Học, les principaux dirigeants du VNQDĐ, seront les derniers à être exécutés. Juste avant leur exécution, les condamnés crièrent plusieurs fois « Viêt Nam ! », Học avait une dernière fois plaidé sa cause dans une lettre adressée à « Messieurs les Députés ». Dans ce document, il disait qu'il avait toujours voulu coopérer avec les autorités, mais que l'intransigeance française l'avait poussé à la révolte. Il soutenait que, si la France voulait rester en Indochine, alors elle devrait laisser tomber ses méthodes, qualifiées de « brutales et inhumaines », et devenir plus aimable à l'égard du peuple vietnamien. Il faisait appel à l'introduction de l'éducation universelle, la formation au commerce et à l'industrie, et à la fin de la corruption des mandarins installés par les Français,. La revue Phụ nữ tân văn (Nouvelles des femmes) diffusa dans l'un de ses numéros des photographies des membres du VNQDĐ condamnés, élevant la stature des révolutionnaires dans la mort.

### Sanctions au sein de l'armée coloniale
Des peines, moins sévères, furent également prononcées à l'encontre des officiers français dont le comportement négligent avait contribué à la mutinerie de Yên Bái. Immédiatement après celle-ci, le Résident Joseph-Antoine Massimi fut démis de ses fonctions par le Résident supérieur Robin. Le commandant Aimé Le Tacon, principal responsable de la sécurité à Yên Bái, qui n'était pas parvenu à mettre un terme la mutinerie, ne fut cependant pas poursuivi. Ni Robin, ni le général Charles Aubert, qui étaient responsables au dernier échelon des échecs de leurs subordonnés, ne furent non plus mis en cause. Le premier restera en Indochine comme gouverneur général jusqu'à sa retraite, en 1936. Quant à Aubert, il retournera en France une fois son mandat de trois ans terminé, à l'automne de 1930.
Le Général commandant supérieur Aubert, qui avait été si indulgent à l'égard de Le Tacon, organisa une purge interne à l'armée parallèlement aux procès des Commissions criminelles. Ses objectifs étaient de réaffirmer le contrôle sur les forces armées indigènes au Tonkin en identifiant, pénalisant, isolant, et en rééduquant les hommes de troupe déloyaux, et donner ainsi un exemple aux autres. Selon Patrice Morlat, « 545 tirailleurs et adjudants firent l'objet de sanctions : 164 furent transférés dans des régiments disciplinaires au Tonkin, 94 en Afrique…, 57 furent déférés devant des juridictions civiles, et 160 cassés et mis en congé sans solde ». De telles mesures de redressement démontraient le niveau d'infiltration de l'armée, et montraient clairement que l'on considérait que l'essentiel de la culpabilité pour la mutinerie devait sans ambiguïté être imputée aux Vietnamiens. En contraste avec la première phase de suppression du VNQDĐ en 1929, quand 121 soldats soupçonnés d'être membres du parti avaient été sanctionnés et que 40 avaient été soumis à une enquête de la Sûreté, les mesures prises après Yên Bái furent beaucoup plus larges et plus sévères. Plus de 500 sur les 12 000 soldats indigènes du Tonkin, soit un pourcentage de 4,5 %, furent sanctionnés par les militaires, ce qui démontre à quel point on considérait que les soldats vietnamiens du nord étaient impliqués dans des activités contraires à leur devoir militaire.

## Impact sur l'autorité coloniale
L'impact de la mutinerie sur l'autorité française fut minime, à court et à long terme. L'attaque avait causé des pertes militaires très limitées à l'armée française, et elle n'avait pas généré une large prise de conscience au sein de la population, le soulèvement populaire projeté n'ayant pas eu lieu. Au lieu de cela, l'attaque échoua et le VNQDĐ vit un grand nombre de ses membres tués, capturés ou exécutés. La répression française, militaire et civile, qui suivit déboucha sur une augmentation de la sécurité militaire, et la capacité du VNQDĐ à menacer l'autorité française au Viêt Nam fut éteinte. La large majorité de ses dirigeants furent tués ou condamnés à mort, et les autres membres du parti se réfugièrent en Chine, où plusieurs factions émergèrent sous la conduite de groupes disparates. Avec le temps, Yên Bái a permis au Parti communiste vietnamien de Hô Chi Minh d'hériter du statut du VNQDĐ en tant que principal mouvement révolutionnaire anticolonial. Après la Seconde Guerre mondiale, une possibilité de lutter pour l'indépendance vietnamienne s'est offerte, ce qui a permis aux communistes du Viêt Minh de régenter la plate-forme du mouvement indépendantiste. Ceci eut pour résultat que les communistes sont parvenus à se positionner pour devenir la force dominante du Viêt Nam d'après l'indépendance.

## Réformes militaires précipitées par la mutinerie
La fraternisation entre troupe et population originaire d'une même région, est un phénomène déjà bien connu des armées françaises. 18 mars 1871 : les soldats du 88e, en garnison à Paris, fraternisent avec les insurgés du la Commune et en 1907 révolte des vignerons en Languedoc. La mutinerie a replacé au centre des débats la tension qui existait depuis longtemps concernant le recours à des soldats indochinois, et sur les façons dont la question pouvait être résolue. On peut faire remonter le problème à l'époque de la création de l'Indochine française. La Cochinchine — terme employé en Europe pour désigner le Sud Viêt Nam — avait été colonisée en 1867, et les autres parties du Viêt Nam, le Tonkin et l'Annam, les régions du Nord et du Centre, avaient été conquises en 1883. En théorie, seule la Cochinchine était une colonie, alors que le Tonkin, l'Annam, le Cambodge et le Laos étaient des protectorats qui, ensemble, composaient l'Indochine française. Le problème résidait dans la confiance française à l'égard de soldats indigènes pour maintenir le contrôle colonial. Cette nécessité présentait des difficultés car les soldats indochinois étaient garants de l'ordre colonial et, tout à la fois, sujets coloniaux. Leur loyauté, de ce fait, constituait pour les Français un sujet constant de préoccupation. Malgré plusieurs tentatives pour faire face à la question, la tension fondamentale entre la nécessité d'un recours aux hommes de troupe indigènes et la suspicion que ceux-ci suscitaient n'avait jamais pu être résolue entièrement. Le besoin que l'on avait que les forces pacifient le pays était trop pressant pour qu'on puisse se passer des soldats indigènes. Ainsi la tension refaisait-elle surface à intervalles réguliers, soit à la suite de propositions visant à améliorer la situation des soldats indochinois dans l'armée, ou bien après qu'une mutinerie avait soulevé des points d'interrogation concernant la loyauté de ceux-ci.

### Historique des hommes de troupe vietnamiens dans l'armée coloniale
Dès le début de la conquête française, il fut demandé à des soldats indochinois de servir dans l'armée coloniale, d'abord comme auxiliaires, ensuite comme soldats dans des troupes régulières. Les hommes de troupe français ne furent jamais assez nombreux pour imposer leur contrôle à la population et ainsi maintenir la Pax Gallica dans la colonie et, partant, ils avaient besoin de renforts locaux. Les soldats formés en France étaient trop chers en comparaison avec les soldats indigènes, qui représentaient un coût nettement moins élevé. Un manque de main-d'œuvre venue d'Europe causé par d'autres programmes coloniaux, ainsi que les pertes massives sur le front occidental au cours de la Première Guerre mondiale, constituent d'autres facteurs ayant provoqué la nécessité de recruter des hommes de troupe indochinois. Étant donné que l'Indochine française était une colonie de domination et d'exploitation plutôt qu'une colonie de peuplement, la présence française sur place ne suffisait pas à constituer une armée coloniale. En général, les hommes de troupe indigènes connaissaient mieux les conditions locales et pouvaient être utilisés sur des terrains où soldats étrangers étaient désavantagés. Après 1915 en particulier, l'Indochine française fut appelée à contribuer financièrement à la défense de la colonie, et même à envoyer en France des hommes de troupe indigènes.
Les soldats indigènes furent utilisés à différentes fins. Au début, il s'agissait de collaborateurs dans la conquête de l'Indochine, qui aidèrent à vaincre les forces de la dynastie des Nguyễn, et contribuèrent ensuite à la pacification. Après que la campagne de pacification fut officiellement arrivée à son terme, en 1897, les deux principales fonctions de l'armée coloniale furent le maintien de la paix intérieure et de la sécurité extérieure. Ces deux tâches furent menées à bien en collaboration avec d'autres forces armées, tels que la « Garde indigène » — appelée plus tard « Garde indochinoise » —, la gendarmerie, la police, et les partisans des régions frontalières. La « Garde indigène », une force paramilitaire, était chargée essentiellement de traiter des troubles de la paix et, par conséquent, elle jouait un rôle important dans la répression des manifestations publiques et de l'agitation populaire.
La participation de soldats indigènes dans l'armée coloniale était utilisée comme symbole politique, preuve que les cinq territoires de l'Union étaient légitimement sous tutelle française. C'était le « tribut du sang » à payer pour la Pax Gallica. Dans leur position de colonisateurs et sujets coloniaux, les hommes de troupe indigènes dans l'armée coloniale constituaient également un tampon entre les Français et le peuple sans armes. Leur présence était la démonstration pour la population ordinaire du contrôle et du pouvoir des Français, et dissuadait toute velléité de renverser violemment l'autorité française. Le dilemme était que les Français avaient besoin de soldats locaux pour maintenir leur autorité, mais ils ne pouvaient pas placer en eux une confiance trop profonde en raison d'une peur naturelle qu'ils ne se rebellent ou ne désertent. Ceci était profondément institutionnalisé dans l'armée sous la forme de proportions « sûres » entre soldats « blancs » et soldats « jaunes », la ségrégation de l'armée, et d'obstacles empêchant jusqu'en 1929 les indigènes de devenir officiers. La mutinerie a brusquement réveillé les craintes qui existaient depuis longtemps concernant la loyauté des soldats indigènes, ainsi que bien des réactions françaises habituelles,.

### Soldats mutés

Les soldats au Tonkin (zones de couleur rouge, orange et jaune), ont été mutés après le soulèvement.

Outre les sanctions militaires individuelles, l'armée prit d'autres mesures internes pour réduire le risque d'une nouvelle insurrection. Selon Maurice Rives, 10 000 hommes de troupe tonkinois furent mutés vers différentes zones. Cela signifie que, sur un nombre approximatif de 12 000 tirailleurs tonkinois au Tonkin, plus de 80 % furent déplacés, un transfert d'une proportion énorme, indiquant le degré du sentiment d'insécurité parmi les commandants français concernant les hommes de troupe vietnamiens, et jusqu'où ils étaient prêts à aller pour rendre impossibles de nouveaux « Yên Bái ». L'idée derrière cette mesure était sans doute de démanteler toute cellule non découverte du VNQDĐ et de couper les liens personnels, au sein des unités d'une part, et d'autre part entre les soldats et les civils dans leur propre région. Le transfert massif de soldats avait également pour effet de créer un état de mobilisation permanente, privant les hommes de troupe du temps et de l'occasion nécessaires pour s'organiser contre l'autorité coloniale.
À côté des mesures prises au Viêt Nam, 2 000 soldats indochinois en France furent mis en congé pour une durée indéterminée à leur retour de service et ne furent pas remplacés par de nouvelles recrues d'origine vietnamienne. Selon les historiens, cela serait dû au fait que la discipline militaire en France était moins réglementée qu'en Indochine et dans d'autres garnisons coloniales. Dans les unités coloniales, l'ordre militaire et social colonial, avec des Français dominant leurs hommes de troupe colonisés, était plus facile à reproduire. Par ailleurs, les officiers de métropole traitaient leurs subordonnés vietnamiens de façon plus équitable, ce qui rendait les Vietnamiens moins susceptibles d'accepter la discrimination une fois revenus chez eux. Les soldats vietnamiens d'outre-mer pouvaient s'être tellement imprégnés de leurs expériences qu'ils devenaient des cibles faciles pour la propagande communiste. À leur retour, ils essayaient d'endoctriner d'autres hommes de troupe avec leur doctrine marxiste. Ce raisonnement renforça encore plus la perception française selon laquelle les idées subversives venaient de l'extérieur plutôt que du pays : sur les 57 soldats impliqués dans la mutinerie, 17 avaient servi à l'étranger. D'un autre côté, selon le rapport Thiry, à Yên Bái, la proportion de soldats ayant été en service à l'étranger n'était pas plus importante que dans d'autres garnisons ; ce n'était donc pas anormal.

### Réformes durenseignement militaire
En plus de sanctionner des soldats, de durcir les règles concernant leur renvoi et de réduire le nombre de militaires vietnamiens en France, les Français décidèrent d'améliorer le service de renseignement militaire, d'une part en le renforçant au moyen d'une coordination plus étroite avec la Sûreté, et d'autre part en élevant le niveau interne. Une enquête sur la mutinerie montra que la coopération entre le Résident Massimi et le Commandant Le Tacon, en dépit de demandes répétées, n'existait pas, et que l'insurrection était en partie due à cela. Les autorités civiles et militaires entretenaient habituellement peu de relations, mais Yên Bái en particulier se distinguait par l'absence totale de coopération entre militaires et civils. D'autres conspirations du VNQDĐ visant à fomenter des mutineries dans d’autres garnisons, comme celle de Kiến An, furent détectées et mises en échec au dernier moment. On décida qu'il fallait élever à des degrés supérieurs la collaboration avec la Sûreté pour empêcher de futures rébellions du genre de celle de Yên Bái. La rébellion offrit aux autorités civiles une occasion de s'impliquer dans des questions militaires.
La pénétration indirecte de la Sûreté dans les affaires militaires impliquait de relier le Service de renseignement militaire (SRM) à la Sûreté et aux informations fournies par celle-ci, ce qui le rendait dépendant des informations politiques, voire des décisions et de l'agenda politiques des autorités civiles. Le SRM central relayait ensuite ces informations à ses branches locales par le biais de son Bulletin des SRM. À la suite du soulèvement, le SRM devint plus étroitement lié à la Sûreté et à sa méthodologie et sa philosophie dans l'analyse des activités anticoloniales vietnamiennes. Il fut décidé en outre d'impliquer tous les officiers dans l'étude des partis révolutionnaires. Le champ s'est élargi de la seule observation des activités internes à l'armée à la prise en compte, également, des organisations anticoloniales vietnamiennes en général. Le Général Aubert citait la complaisance et la paresse comme facteur de l'inefficacité des officiers dans la mise en œuvre de la stratégie française en matière de renseignement. Il affirmait en outre que le flux de renseignements entre les officiers français et les adjudants vietnamiens n'était pas aussi fluide que souhaité. Selon lui, ses hommes, souvent, ne faisaient pas preuve d'assez de tact et de discrétion ; il invoquait un manque de compétences linguistiques ou un manque d'intérêt pour discuter avec leurs collègues vietnamiens afin d'obtenir des informations. Aubert pensait également que les hommes de troupe vietnamiens étaient habiles à dissimuler leurs sentiments anticoloniaux vis-à-vis de leurs collègues français.
En plus des mesures destinées à permettre d'identifier, d'isoler ou d'éliminer les soldats à la loyauté suspecte, les règles concernant le renvoi furent assouplies. Un décret du 8 avril 1930 permit au Général commandant supérieur de « renvoyer les soldats qui avaient fait l'objet de condamnations à plus de trois mois d'emprisonnement par un tribunal militaire, ou qui se seraient rendus coupables d'activités contraires au devoir militaire »,.

### Connaissances en vietnamien des officiers français

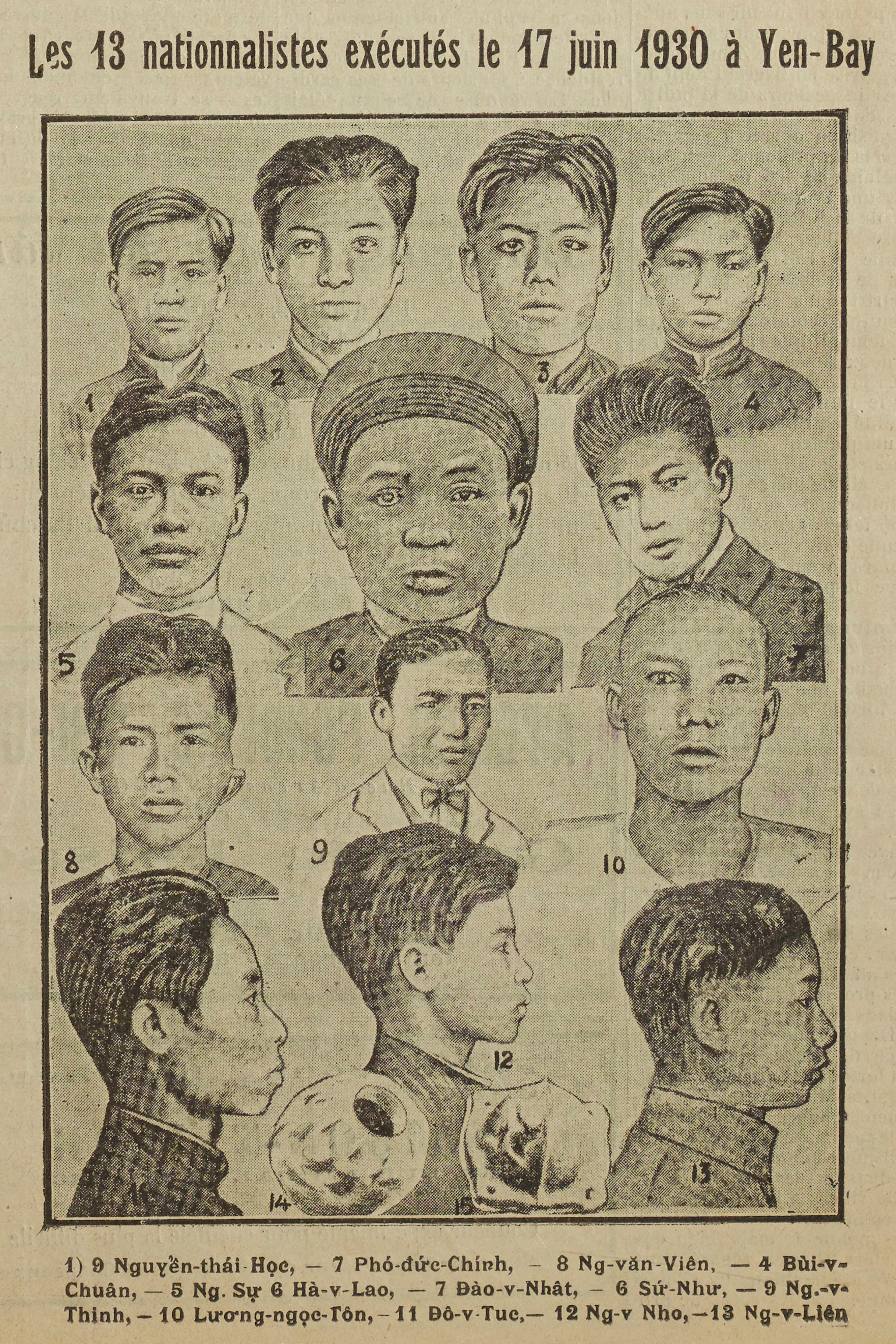
Portraits de 13 nationalistes exécutés à Yen-Bay le 17 juin 1930.

Dans sa note, Aubert soulignait l'importance, pour augmenter la qualité du renseignement, d'un contact étroit entre les officiers français et leurs adjudants vietnamiens, mais il ne disait pas si cela requérait également, de la part des officiers français, une amélioration de leurs connaissances en langue vietnamienne. Selon le rapport annuel de 1930, la barrière de la langue constituait un problème. Le rapport mentionnait la création d'un centre d'études vietnamien en France pour accroître la proportion de Français parlant vietnamien, et ainsi améliorer la communication directe avec leurs subordonnés vietnamiens. L'idée dans le rapport, cependant, était avant tout d'utiliser les compétences linguistiques comme un outil de commandement afin de renforcer les relations hiérarchiques.
Le rapport envisageait aussi d'utiliser des compétences en langue vietnamienne spécialisées comme moyen de collecter des renseignements et de contrôler les esprits des hommes de troupe vietnamiens, mais il écartait finalement cette idée que, selon lui, l'infiltration et les techniques anticoloniales clandestines rendaient caduque. Le rapport concluait donc qu'une spécialisation plus approfondie n'améliorerait pas le renseignement, et que seul un certain degré de compétence suffisait pour améliorer les aptitudes au commandement.
En outre, selon le rapport, la spécialisation excessive serait contre-productive et, partant, préjudiciable, car elle exigeait de longues tournées en Indochine, ce que l'on jugeait comme pouvant nuire à la santé des spécialistes. Des soupçons étaient également exposés concernant la trop grande confiance que les spécialistes pouvaient finir par placer dans leurs subordonnés vietnamiens, au point de devenir « indigénophiles ». On estimait enfin que la spécialisation serait préjudiciable car, non seulement elle rendrait les hommes de troupe vietnamiens plus réservés, mais elle améliorerait très probablement leurs capacités d'organisation, étant donné que ceux-ci seraient amenés à « prendre encore plus de précautions ».

### Diminution de la proportion d'hommes de troupe vietnamiens
Quoique les mesures prises — qui comprenaient des sanctions, de nouvelles règlementations, une réforme institutionnelle du SRM, la réduction du nombre de Vietnamiens en service en France, une augmentation de la spécialisation — fussent considérables, les autorités militaires et civiles, tant en France qu'au Viêt Nam, ne les trouvaient pas suffisantes pour réaffirmer le contrôle sur leurs troupes colonisées. Quatre autres décisions furent mises en œuvre, visant à trouver un équilibre racial stable parmi les hommes de troupes en Indochine française. À la suite de la mutinerie, le nombre de soldats viêts fut perçu comme trop élevé, et par conséquent, comme représentant une menace. On appliqua une proportion plus sûre visant à ramener, parmi les hommes des troupes coloniales de l'Indochine, le rapport global à 50 % de Viêts pour 50 % d'Européens et d'individus appartenant aux minorités ethniques indigènes (Montagnards). Ceci démontrait la méfiance française vis-à-vis des hommes de troupe vietnamiens et la croyance manifeste que la fidélité des soldats vietnamiens était maximisée par la création d'un équilibre racial au sein de l'armée, lequel tendait à montrer à tous les soldats vietnamiens et, partant, à la population vietnamienne dans son ensemble, que toute tentative d'insurrection et de mutinerie était vaine.
Parmi les quatre mesures visant à accroître la fiabilité des soldats vietnamiens, la première visait aussi à obtenir la proportion ethnique adéquate parmi les hommes de troupes à l'intérieur de chaque garnison. Le manque d'hommes européens à Yên Bái avait été pointé comme étant la cause de la mutinerie. La proposition soutenait que la présence de plus d'hommes de troupes européens à sa disposition aurait dissuadé les soldats vietnamiens de prendre part à la mutinerie. À cause de la décision, une importante réorganisation de l'armée, lancée par le général Aubert en 1928, dut faire marche arrière. La mesure avait pour but de démontrer la force et la supériorité françaises face aux soldats et aux révolutionnaires vietnamiens, que le pouvoir physique était au cœur de l'autorité coloniale française en Indochine.

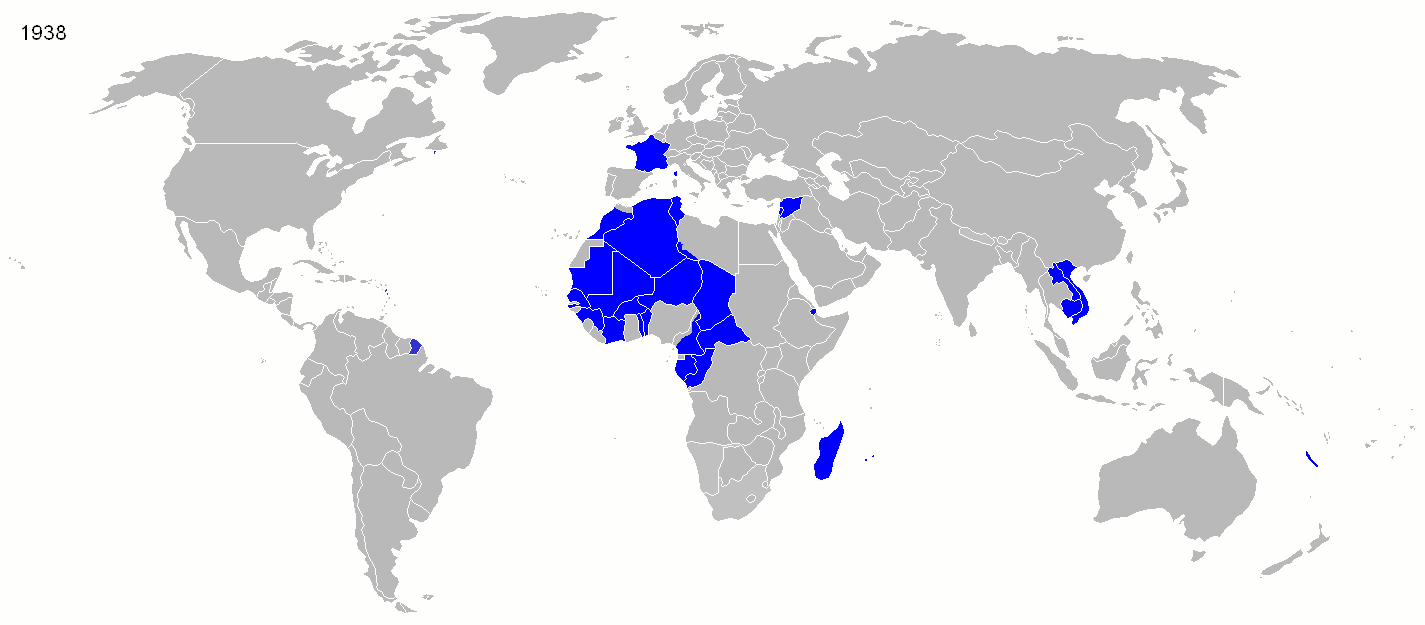
Les autorités estiment que, pour réduire les soldats vietnamiens, il faut utiliser des troupes d'Afrique du Nord, où la France a ses plus importantes exploitations coloniales.

La suggestion la plus radicale fut celle du Résident supérieur Robin, qui souhaitait « abolir complètement et de façon radicale tous les régiments de tirailleurs tonkinois en service dans le delta et les régions du centre » et les soulager par « des bataillons de la Légion blanche (la Légion étrangère) ou même d'Afrique du Nord ». Cette proposition fut repoussée par le général Aubert, et le Gouverneur général Pasquier parvint finalement à obtenir un compromis, qui vit la suppression d'un seul régiment de tirailleurs tonkinois. Des stratèges politiques calculèrent que la réduction du nombre d'hommes de troupes vietnamiens pouvait être compensée par une augmentation concomitante du nombre d'hommes européens et appartenant aux minorités ethniques.
La troisième décision prise avec pour objectif de parvenir à un rapport des races plus sûr dans l'armée fut le « [r]enforcement des troupes du corps d'occupation par trois bataillons blancs : un régiment de la Légion étrangère [et] deux régiments d'infanterie coloniale ». On pensait que, si des hommes de troupes européens étaient placés au côté de soldats vietnamiens, alors, malgré la réduction du nombre des troupes vietnamiennes à deux bataillons, on aurait besoin de plus de soldats européens. Étant donné qu'on avait décidé que le niveau général des troupes en Indochine ne pouvait pas être réduit pour des raisons de défense extérieure, cela nécessitait le remplacement d'au moins les deux bataillons vietnamiens dissous.
Avant la mutinerie, le Ministère de la Guerre avait clairement indiqué qu'il ne serait pas en mesure de fournir « un bataillon européen supplémentaire en Indochine dans le cadre du budget de 1931 », en raison de contraintes budgétaires, de la pénurie de main-d'œuvre et des problèmes organisationnels. La mutinerie de Yên Bái généra la volonté politique d'envoyer davantage d'hommes de troupes européens en Indochine française. Au lendemain de la mutinerie, la peur était telle qu'une décision politique fut prise d'envoyer deux bataillons plutôt qu'un seul. Mis à part le remplacement de deux bataillons vietnamiens par trois bataillons français, les autorités françaises augmentèrent également le nombre et la proportion de minorités ethniques parmi les troupes d'Indochine. C'est ainsi que fut décidée l'« [i]ntensification du recrutement d'indigènes non-annamite : Thos, Laotiens, Mois, Cambodgiens ». L'objectif était d'atteindre un pourcentage de 50 % de non-Vietnamiens.

## Référence à la mutinerie de Yên Bái
- La mutinerie constitue le point de départ de l'action du film Indochine (1992), de Régis Wargnier.

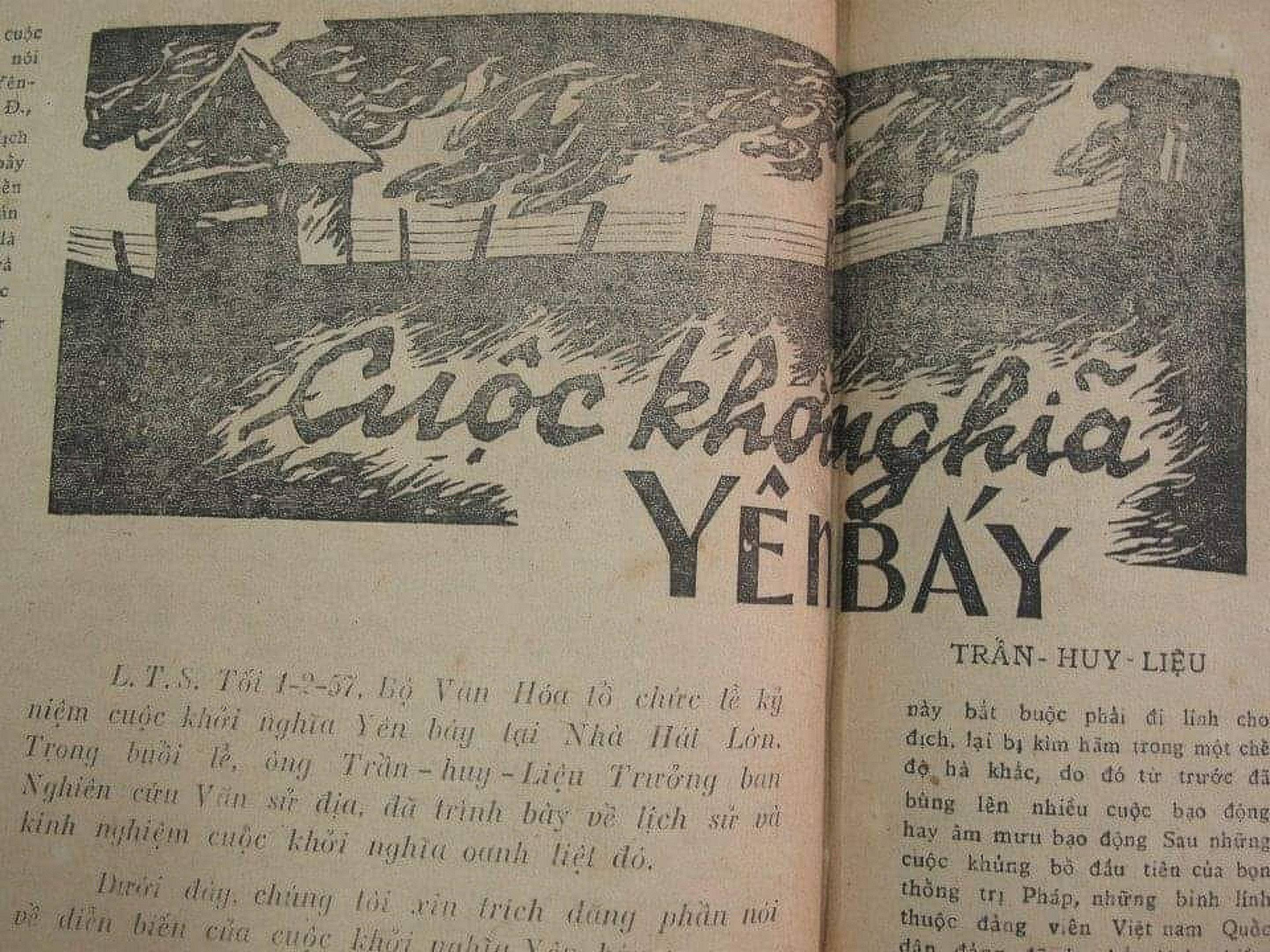
Un article de l'chercheur Trần-huy-Liệu en 1957.

Louis Aragon écrivit en 1931 dans Front Rouge le poème Yen-Bay : « Quel est ce vocable qui rappelle qu’on ne baîllonne / pas un peuple qu’on ne le mate pas avec le sabre courbe du bourreau / Yen-Bay / À vous frères jaunes ce serment / Pour chaque goutte de votre vie / Coulera le sang d’un Varenne ».

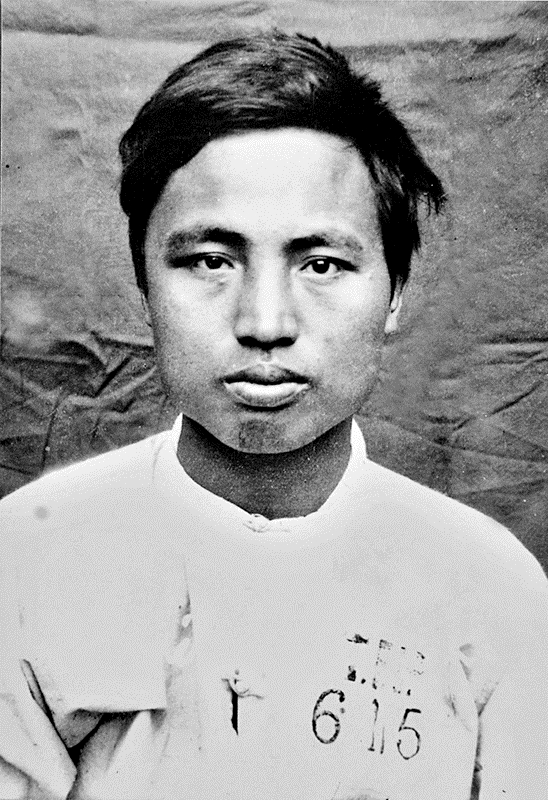
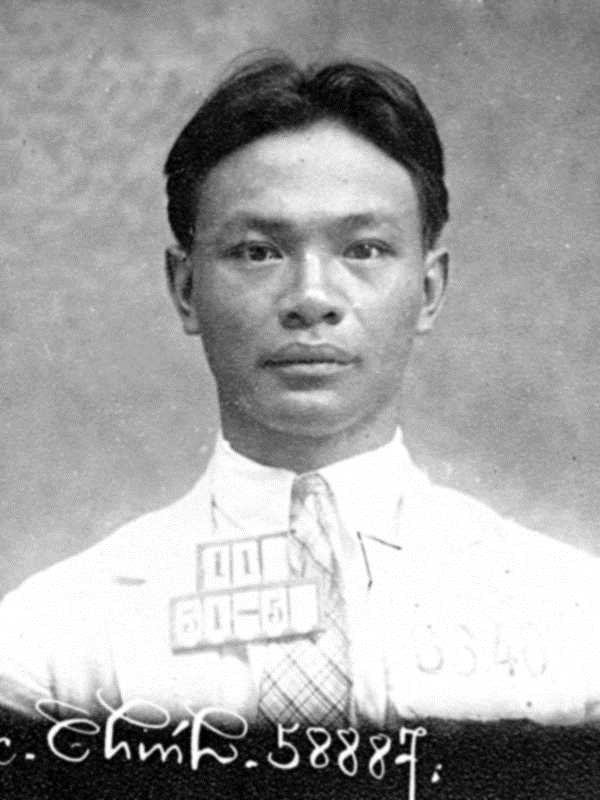
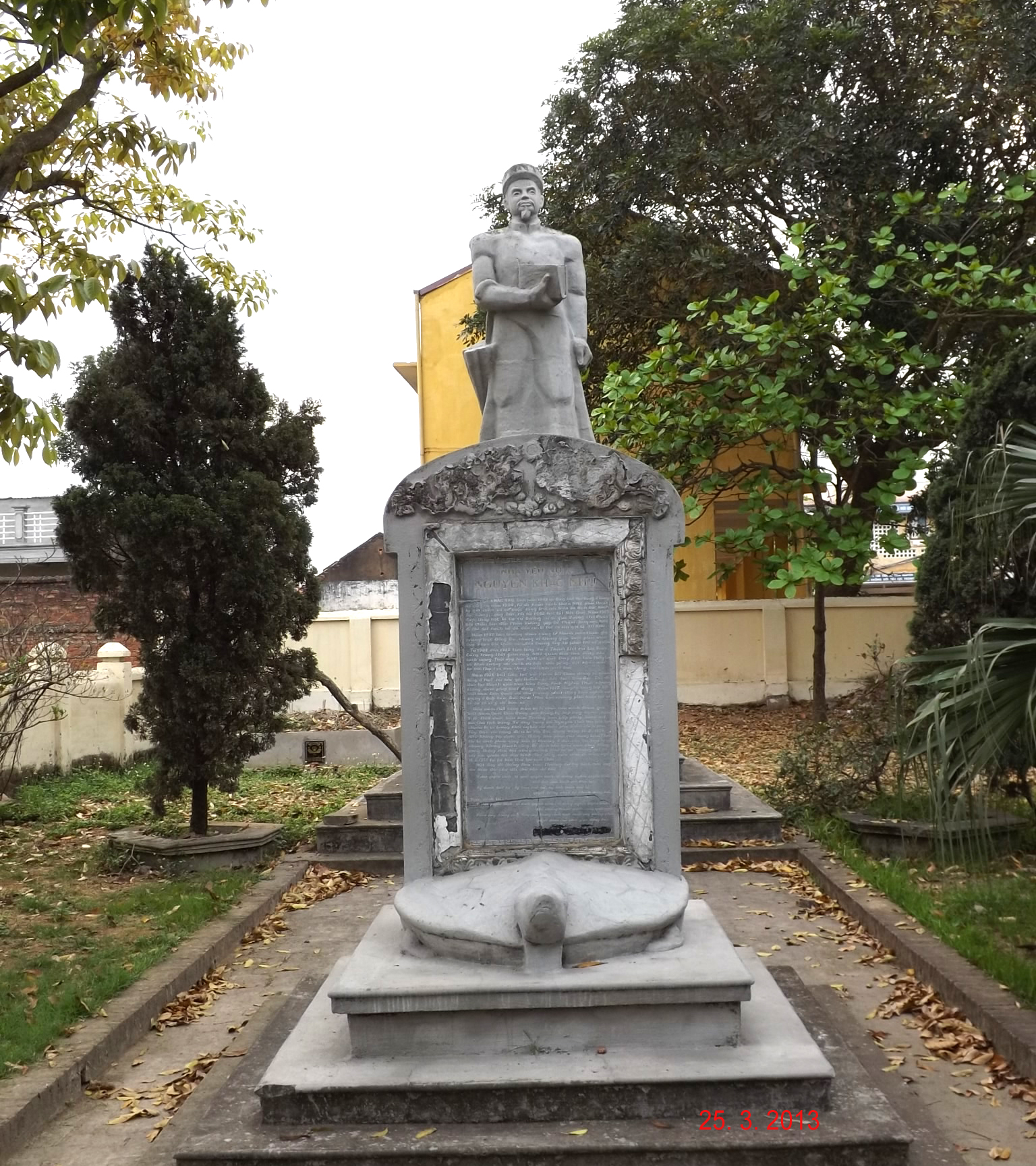
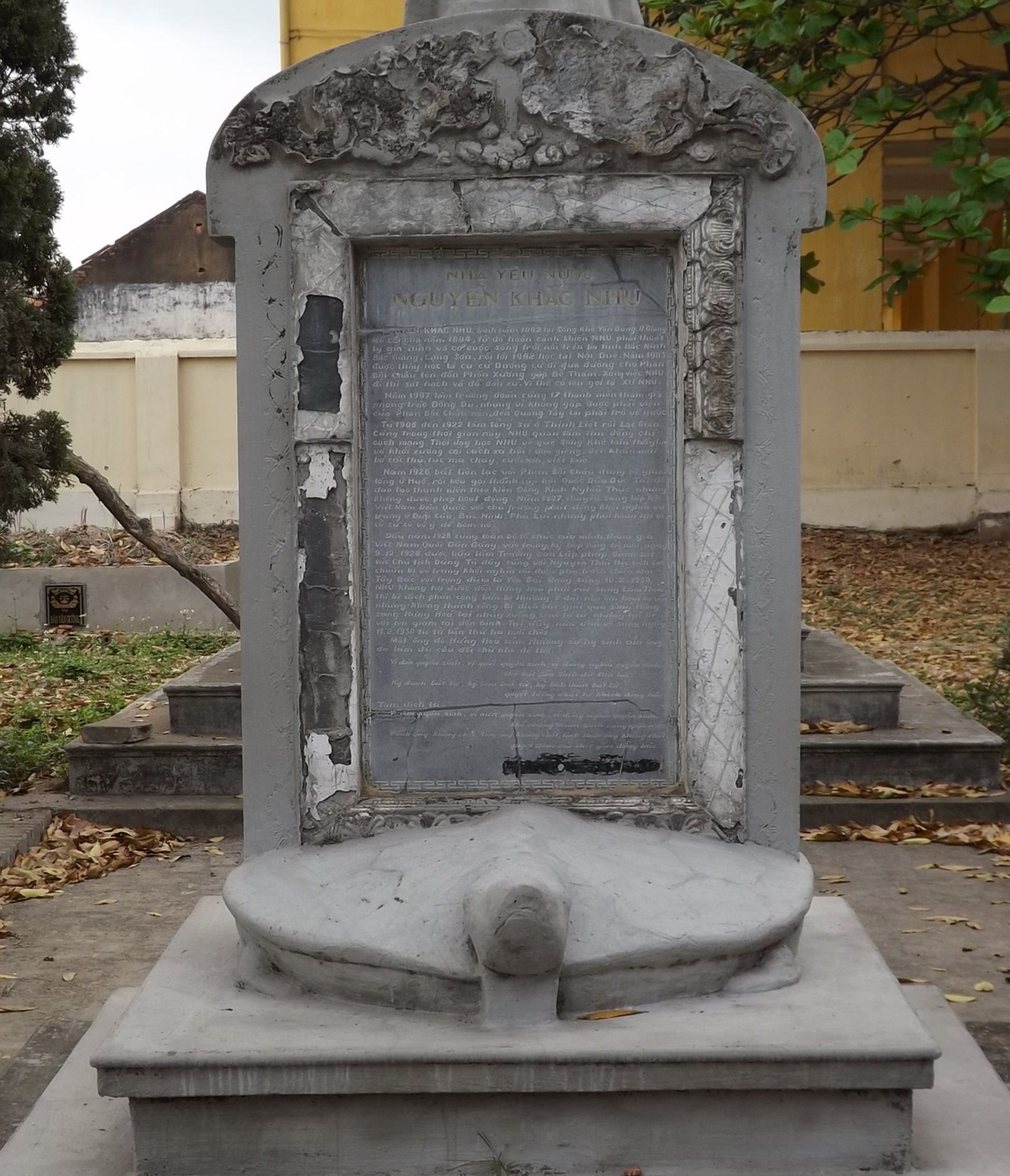
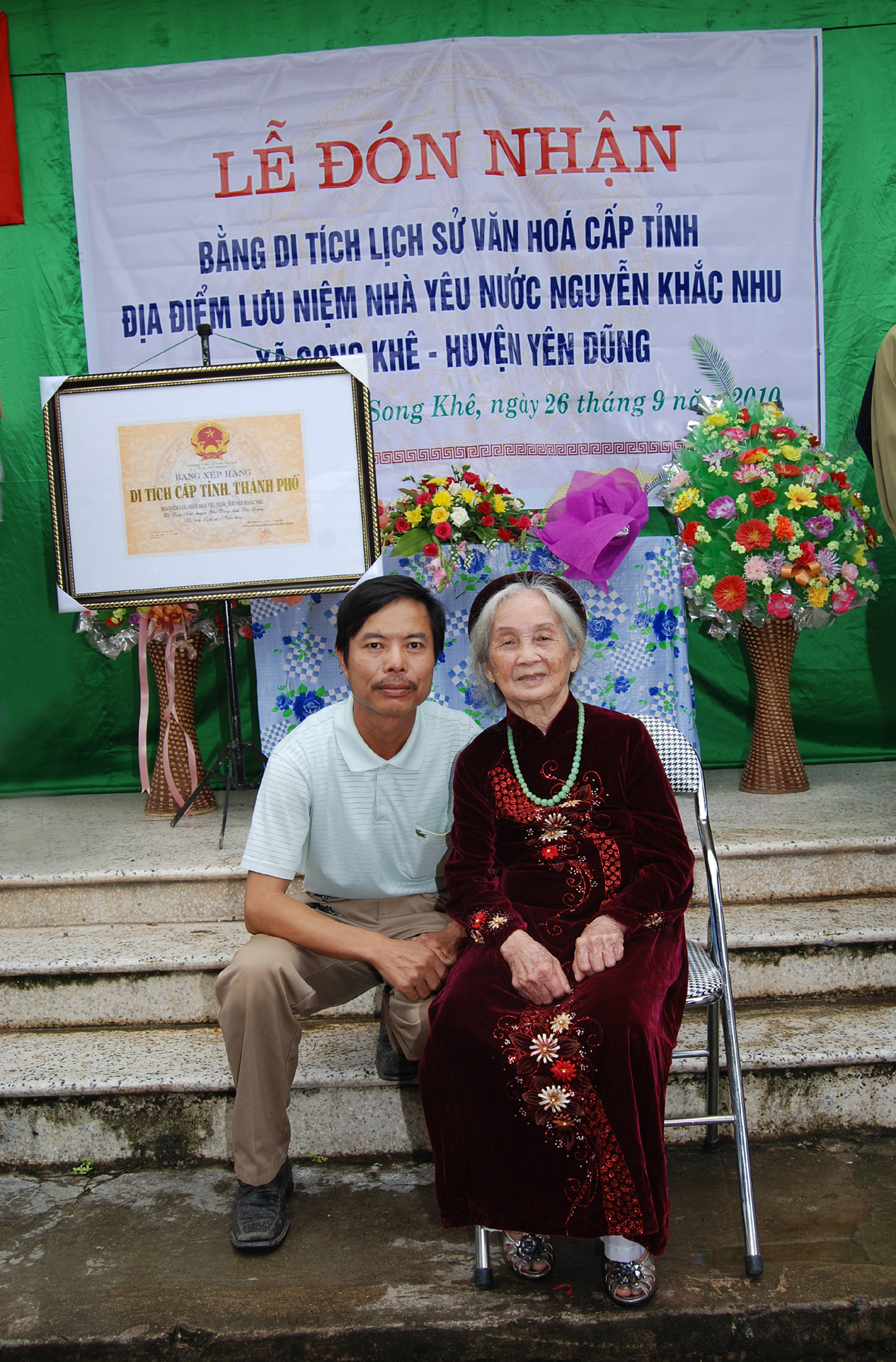
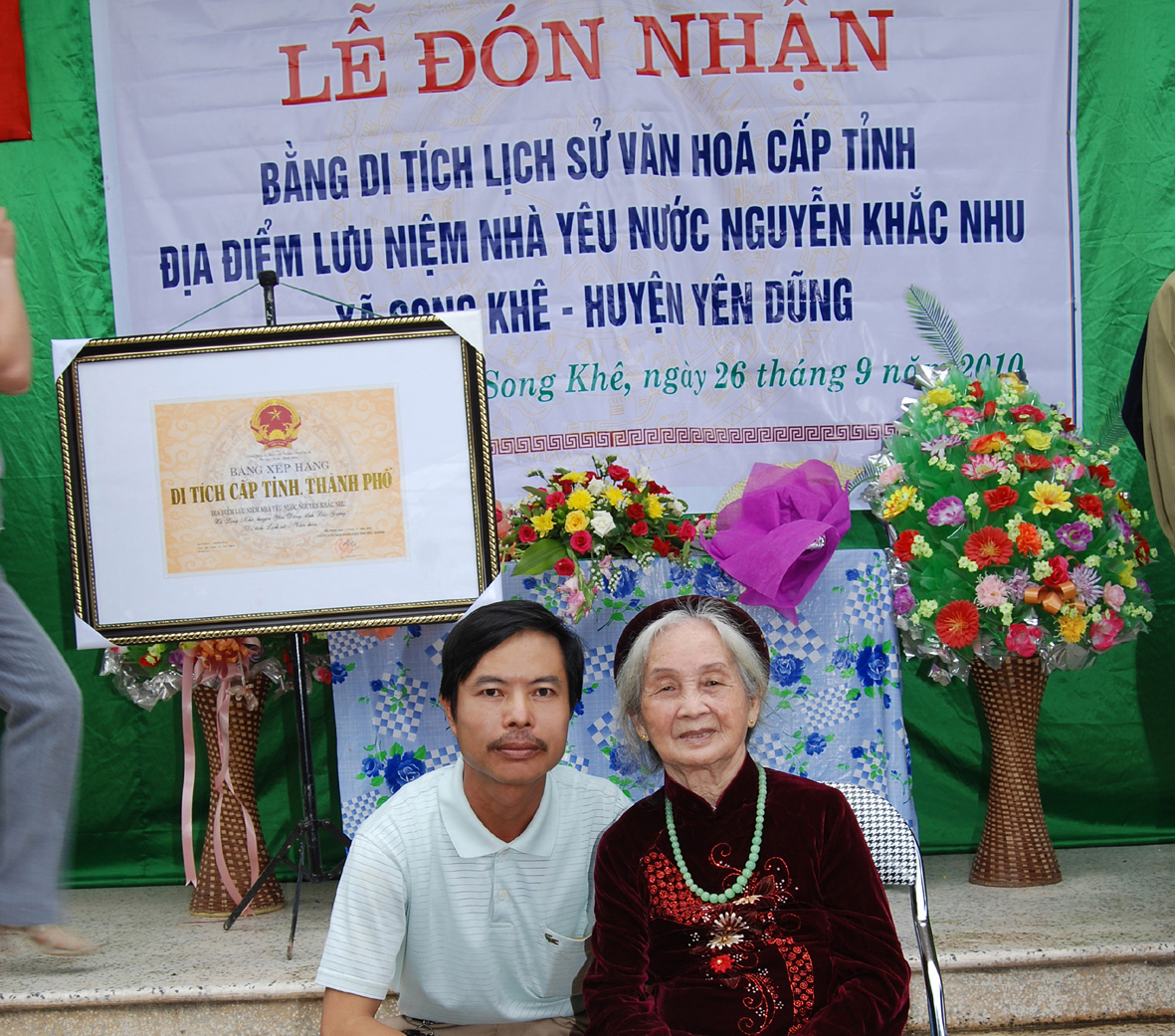
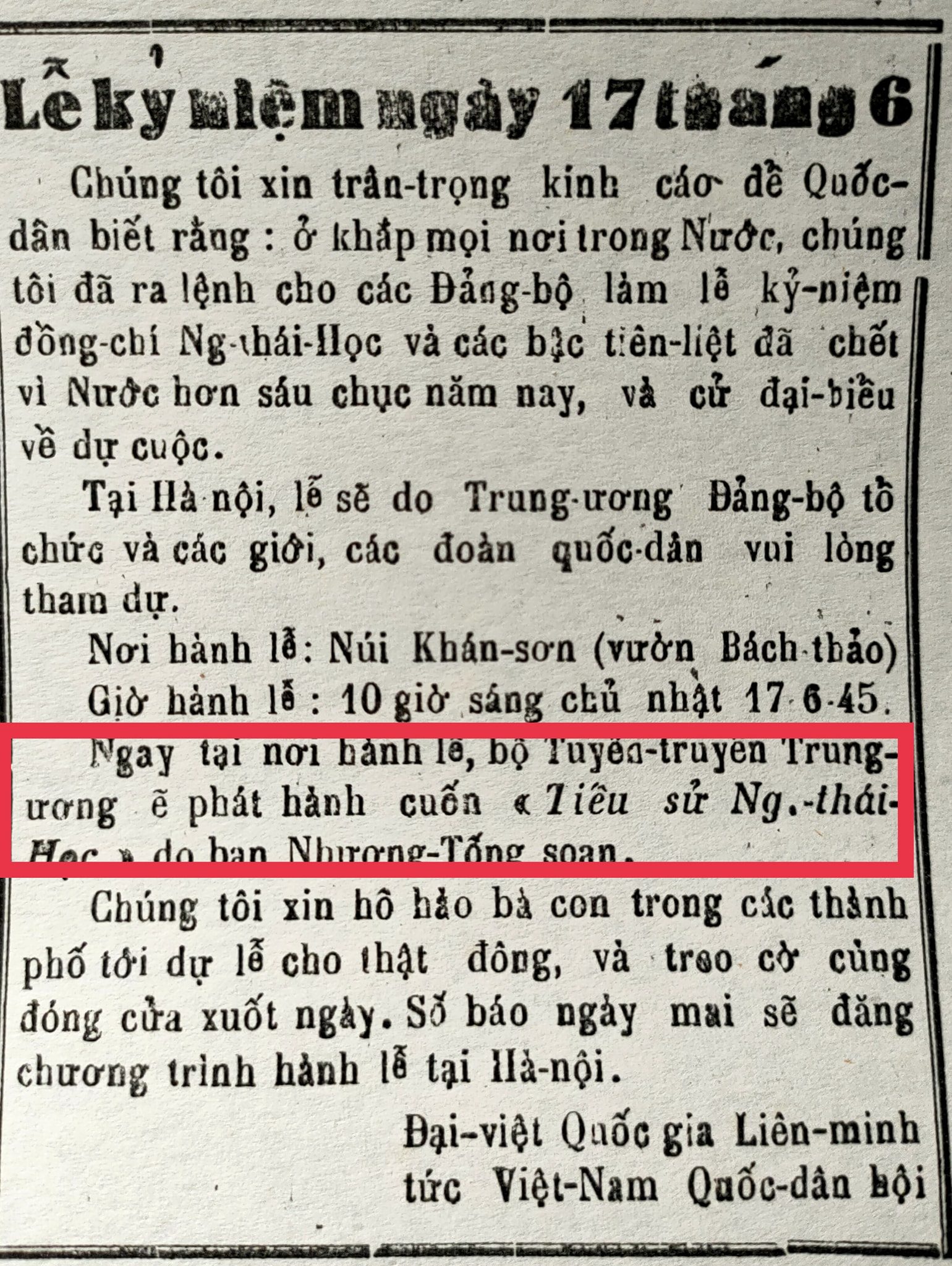
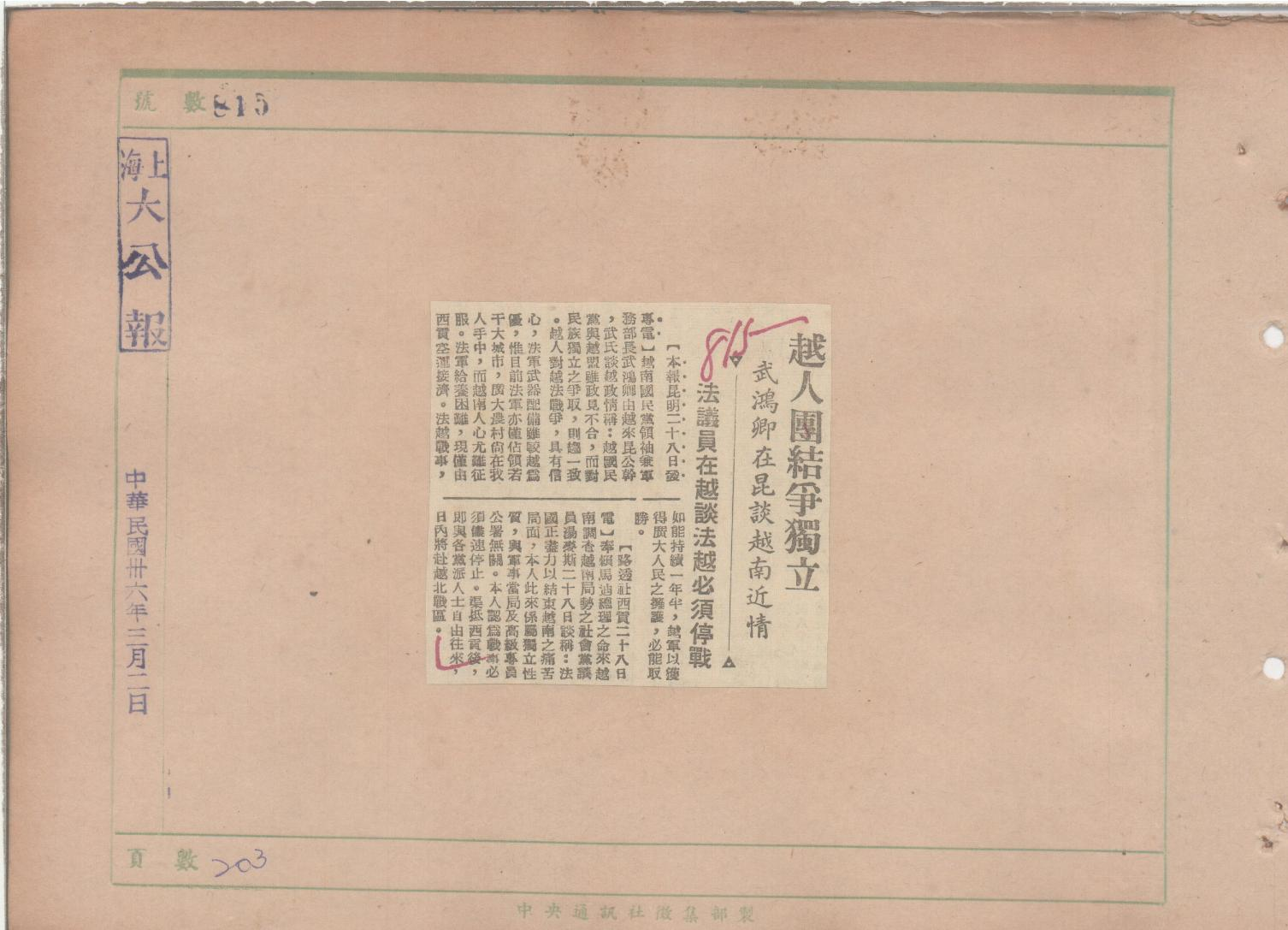
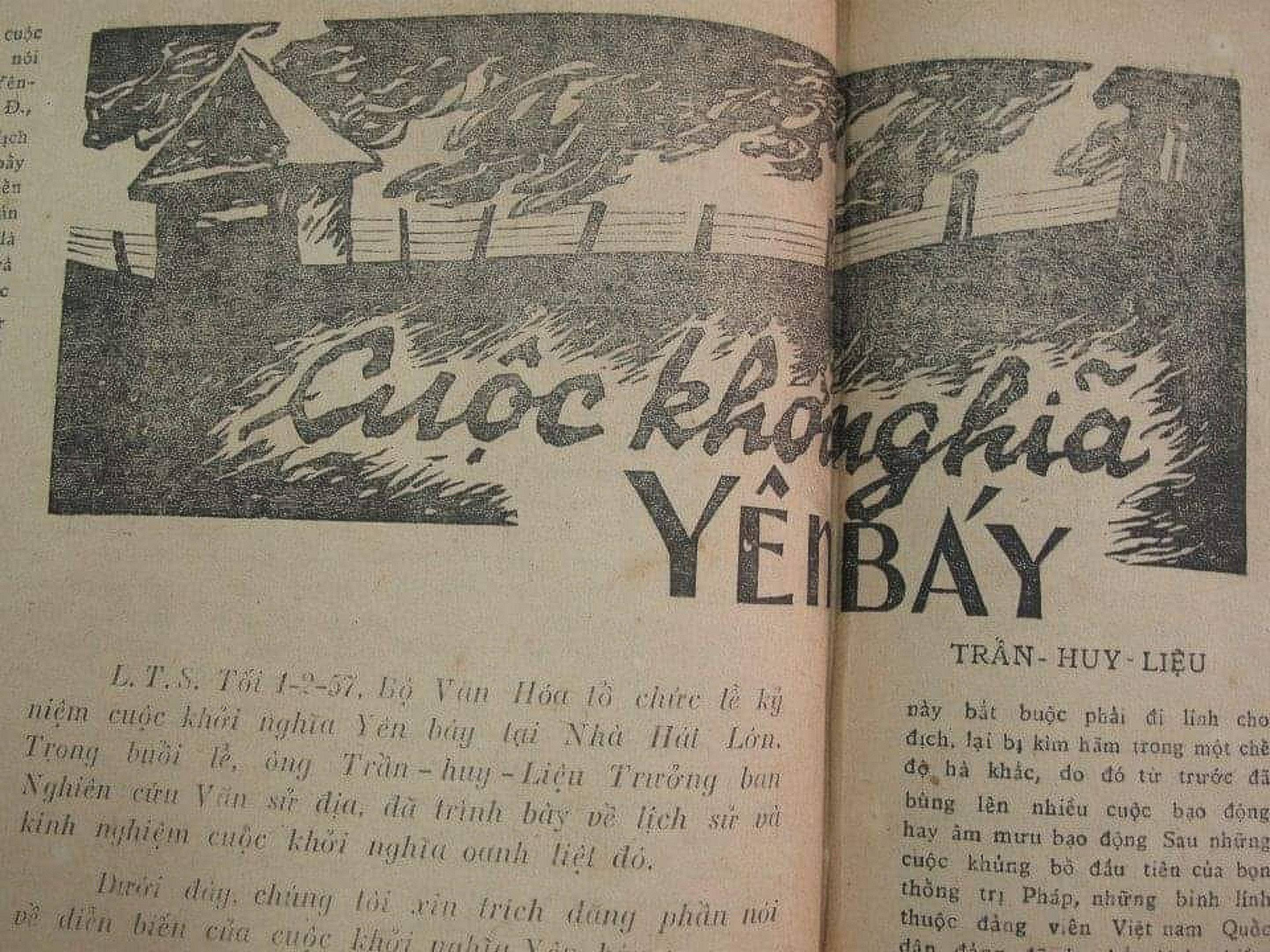

## Sources
- (en) Cet article est partiellement ou en totalité issu de l’article de Wikipédia en anglais intitulé « Yen Bai mutiny » (voir la liste des auteurs).
- (fr) Anonyme, « La politique coloniale et le bolchévisme », dans la Revue des deux Mondes, 100e année, t. 57 (15 mai 1930), p. 241-265.
- (fr) Annuaire administratif de l'Indochine, Imprimerie d'Extrême-Orient, Hanoï, 1930. – Sur Gallica.
- (en) Cecil B. Currey, Victory at Any Cost : the Genius of Viet Nam's Gen. Vo Nguyen Giap, Brassey, 1999  (ISBN 1-57488-194-9).
- (fr) Dedebant, Christèle (2024). Le Bagne des Annamites : Les derniers déportés politiques en Guyane (in French) Editions Actes Sud,  (ISBN 978-2-330-18950-1)
- (en) William Duiker, The Rise of Nationalism in Vietnam, 1900-1941, Ithaca, New York, 1976  (ISBN 0-8014-0951-9).
- (fr) Gouvernement général de l'Indo-Chine, Rapports au Conseil de gouvernement, Imprimerie d'Extrême-Orient, Hanoï, 1929. – Sur Gallica.
- (fr) Gouvernement général de l'Indo-Chine, Rapports au Conseil de gouvernement, Imprimerie d'Extrême-Orient, Hanoï, 1931. – Sur Gallica.
- (en) Ellen J. Hammer, The Struggle for Indochina, 1940-1955, Stanford University, Stanford, 1955.
- (en) David G. Marr, Vietnamese Anticolonialism, 1885-1925, University of California Press, Berkeley, 1970  (ISBN 0-520-01813-3).
- (en) David G. Marr, Vietnamese Tradition on Trial, 1920-1945, University of California Press, Berkeley, 1981  (ISBN 0-520-04180-1).
- (en) David G. Marr, Vietnam 1945 : the Quest for Power, University of California Press, Berkeley, 1995  (ISBN 0-520-21228-2).
- (fr) Patrice Morlat, Les Affaires politiques de l'Indochine, 1895-1923 : Les Grands Commis du savoir au pouvoir, L'Harmattan, coll. « Recherches asiatiques », Paris, 1995  (ISBN 2-7384-3970-5).
- (fr) Patrice Morlat, La Répression coloniale au Vietnam, 1908-1940, L'Harmattan, coll. « Recherches asiatiques », Paris, 2000  (ISBN 2-7384-0484-7).
- (en) Tobias Rettig, « French Military Policies in the Aftermath of the Yên Bay Mutiny, 1930 : Old Security Dilemmas Return to the Surface », dans South East Asia Research, 10/3 (novembre 2002), p. 309-331.
- (fr) Maurice Rives & Éric Deroo, Les Linh Tập : Histoire des militaires indochinois au service de la France, Lavauzelle, [Panazol], 1999  (ISBN 2-7025-0436-1).
- (fr) Louis Roubaud, Viet-Nam. La Tragédie indo-chinoise, Valois, coll. « Enquêtes, 2 », Paris, 1931. – Sur Gallica.
- (en) Spencer C. Tucker, Encyclopedia of the Vietnam War, ABC-CLIO, 2000  (ISBN 1-57607-040-9).